# Roavvitshokka
Roavvitshokka är en kulle i Finland. Den ligger i Utsjoki kommun i landskapet Lappland, i den norra delen av landet, 1 100 km norr om huvudstaden Helsingfors. Toppen på Roavvitshokka är 202 meter över havet.
Terrängen runt Roavvitshokka är platt söderut, men norrut är den kuperad. Trakten runt Roavvitshokka är nära nog obefolkad, med mindre än två invånare per kvadratkilometer. Omgivningarna runt Roavvitshokka är i huvudsak ett öppet busklandskap.